# Three Guitars in Bossa Nova Time
Three Guitars in Bossa Nova Time est un album de cool jazz et de bossa nova enregistré en 1962 par le guitariste américain Herb Ellis avec le guitariste brésilien Laurindo Almeida et le guitariste américain Johnny Gray.
Comme le souligne Michael G. Nastos du site AllMusic « le titre Three Guitars in Bossa Nova Time est trompeur dans la mesure où seules deux guitares jouent en même temps sur chaque morceau, alors que le saxophoniste ténor Bob Enevoldsen est plus important pour le son global de la musique que tout autre interprète ». Le guitariste Johnny Gray ne joue en effet que sur trois morceaux, à la place d'Almeida.
L'album combine « la guitare jazz amplifiée et la guitare espagnole non amplifiée ».

## Historique

### Contexte
La bossa nova est essentiellement une samba plus souple avec des ajouts venant du jazz.
Développée au Brésil par des musiciens comme Joao Gilberto, Antonio Carlos Jobim et Luiz Bonfá, la bossa nova a pris un essor populaire aux États-Unis avec une vitesse étonnante, le boom de la bossa nova aux USA étant lancé principalement par Stan Getz en 1962 avec l'album Jazz Samba, réalisé avec le guitariste Charlie Byrd et contenant le tube Desafinado. Même le grand ténor Coleman Hawkins prend le train en marche, avec son album Desafinado en 1963.
Mais le guitariste brésilien qui s'illustre sur cet album, Laurindo Almeida, avait précédé de plusieurs années la naissance de la bossa nova. Avec l'album Laurindo Almeida Quartet featuring Bud Shank enregistré en 1953-1954, Laurindo Almeida et Bud Shank méritent en effet d'être reconnus comme les pionniers de la fusion de la musique brésilienne et du jazz et comme les premiers musiciens de jazz à avoir joué des sambas brésiliennes, cinq ans avant Antônio Carlos Jobim, cofondateur de la bossa nova, et huit ans avant les premiers morceaux de bossa nova américaine de Dizzy Gillespie, Herb Ellis et Herbie Mann à l'automne 1961 et le fameux album au succès planétaire Jazz Samba enregistré en 1962 par Charlie Byrd et Stan Getz,,,,. L'album Laurindo Almeida Quartet featuring Bud Shank est connu actuellement sous le titre Brazilliance. 
De son côté, « Herb Ellis a, au cours de ses divers voyages à l'étranger, développé un vif intérêt pour toutes les formes de musiques latines, afro-cubaines et connexes. Il a découvert la bossa nova durant l'été 1960, lorsqu'il a visité Rio de Janeiro en tant que membre du trio Bobby Troup, alors en tournée avec Julie London ».

### Enregistrement, production et publication
L'album, produit par John Hammond, sort le 16 janvier 1963 en disque vinyle long play (LP) sur le label Epic Records sous la référence BA 17036,.
La notice originale du LP (original liner notes) est de la main de Leonard Feather, pianiste, compositeur et producteur de jazz d'origine britannique, qui a longtemps été l'auteur le plus lu et le plus influent en matière de jazz.
L'album est réédité en CD par le label Wounded Bird Records en 2009,.

## Accueil critique
Leonard Feather, auteur de la notice originale du LP en 1963 (original liner notes), écrit : « La guitare a connu une longue et brillante carrière tout au long de l'histoire du jazz. Il est heureux qu'après tant d'années de quasi-obsolescence - en grande partie la conséquence des big bands dans lesquels les batteurs trop bruyants les rendaient inaudibles et donc sacrifiables - l'instrument ait retrouvé une grande partie de son acceptation grâce à l'essor de la bossa nova ». Pour lui, « l'un des aspects les plus attrayants de l'album est l'utilisation d'un matériel étonnant. Trop d'albums de bossa nova ont reposé sur une poignée d'originaux brésiliens surchargés de travail. Herb s'est appuyé en grande partie sur des titres originaux écrits par les membres du groupe, plus quelques standards ». Il conclut en soulignant que l'album représente « une série de morceaux toujours détendus et agréables ».
Le site AllMusic attribue 3½ étoiles à l'album Three Guitars in Bossa Nova Time. Le critique musical Michael G. Nastos d'AllMusic souligne que « cette intéressante session de 1963 d'Ellis et Almeida a marqué les débuts d'un partenariat mélodieux et épicé, et constitue un ajout intéressant et un trésor enfoui de longue date dans la discographie de tous les participants ».

## Liste des morceaux
Les morceaux, dont voici la liste, sont soit des chansons brésiliennes soit du jazz mainstream latinisé :
| 1.    | You Stepped Out Of A Dream      | Gus Kahn / Nacio Herb Brown            | 4:19 |
| 2.    | Bossa Nova #2                   | Charlie Quintana                       | 4:24 |
| 3.    | But Beautiful                   | Johnny Burke / James Van Heusen        | 2:53 |
| 4.    | Bossa Nova Samba                | Laurindo Almeida                       | 3:13 |
| 5.    | Leave It To Me                  | Donn Trenner                           | 3:13 |
| 6.    | I Told Ya I Love Ya,Now Get Out | Lou Carter / Johnny Frigo / Herb Ellis | 4:34 |
| 7.    | Sweet Dreams                    | Bob Enevoldsen / R. McKinney           | 4:20 |
| 8.    | Low Society Blues               | Bob Enevoldsen / R. McKinney           | 3:09 |
| 9.    | Gravy Waltz                     | Ray Brown                              | 2:14 |
| 10.   | Detour Ahead                    | Lou Carter / Johnny Frigo / Herb Ellis | 3:22 |
| 35:41 |                                 |                                        |      |

## Musiciens
- Herb Ellis : guitare
- Laurindo Almeida : guitare
- Johnny Gray : guitare
- Bob Enevoldsen : saxophone ténor
- Donn Trenner : piano
- Bob Bertaux : contrebasse
- Milt Holland : batterie
- Bob Neel : batterie
- Chico Guerrero : batterie